# Spinnakerbaum

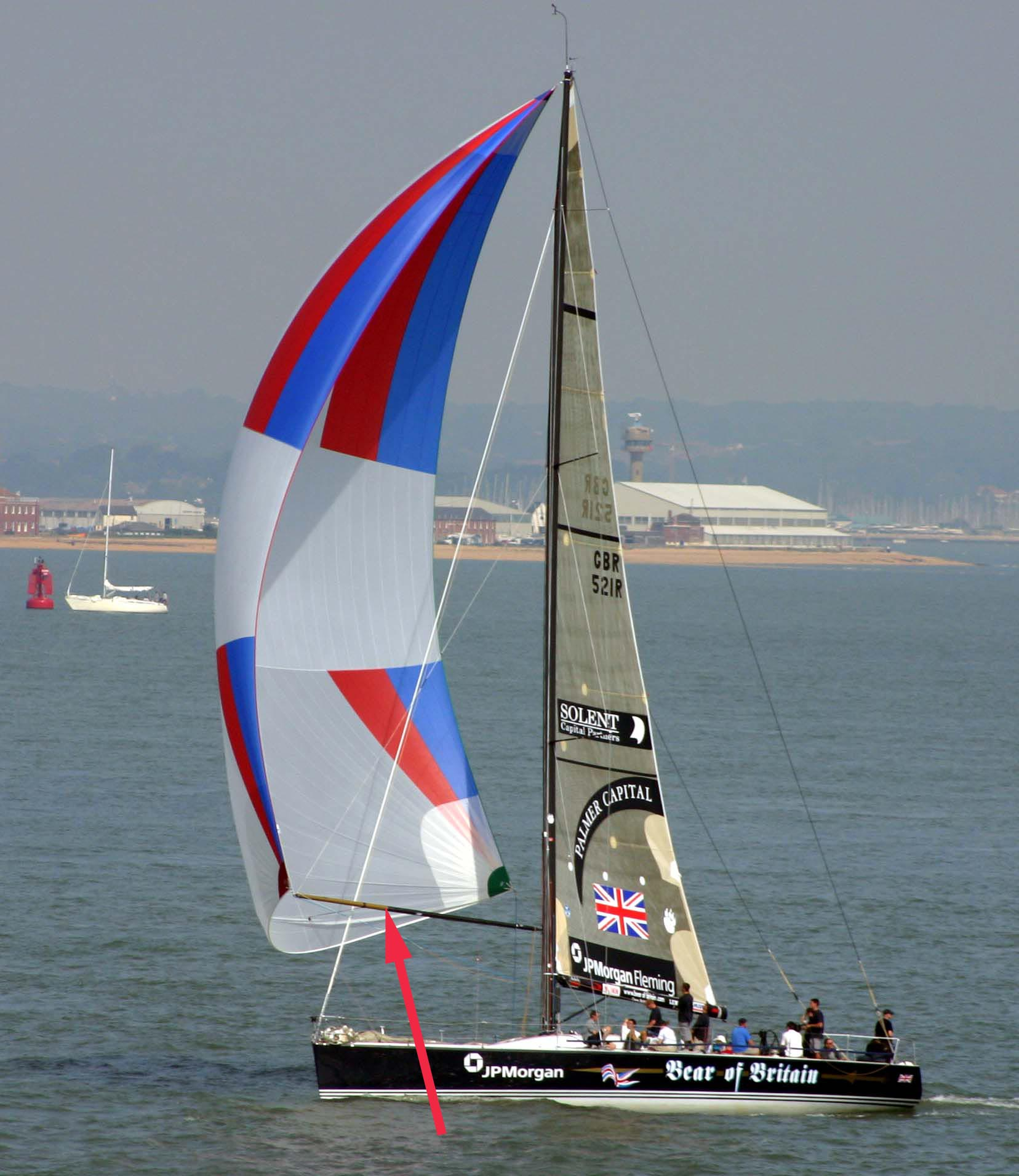
Spinnakerbaum (Pfeil)

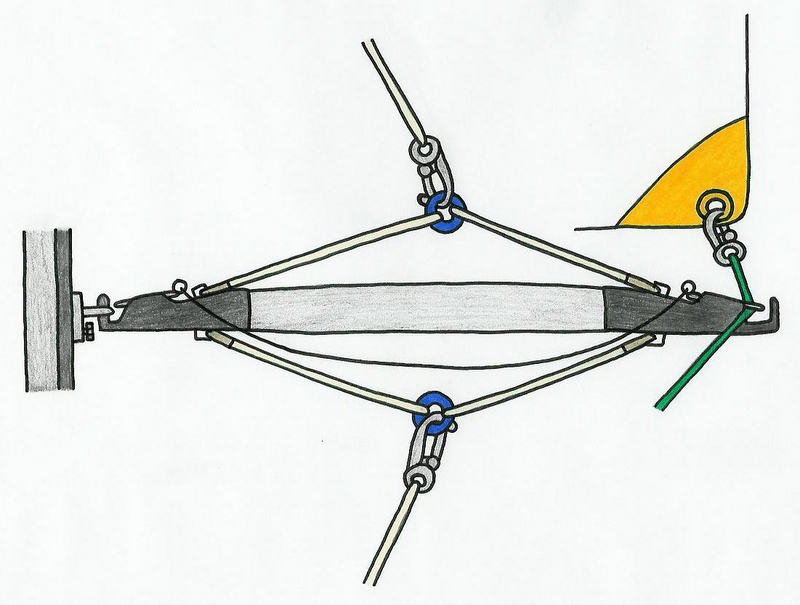
Gesetzter symmetrischer Spibaum – links: Anschlag am Mast; Mitte: Toppnant und Niederholer (mittels eines Hahnepots angebracht); rechts: die eingeklinkte Luvschot (=Achterholer) mit Schothorn des Spinnakers

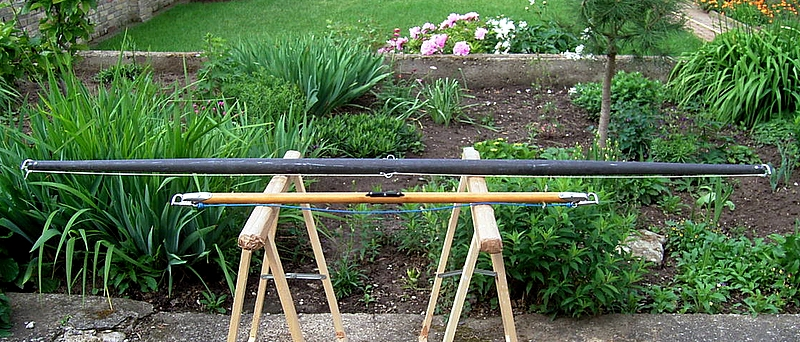
Spinnakerbäume einer Piaf (vorne; aus Holz) und einer Fam (hinten; aus Aluminium); die Auslöseleinen sind erkennbar

Endbeschlag, mit Auslöseleine um ihn zu öffnen

Ein Spinnakerbaum oder kurz Spibaum (gelegentlich auch als Whiskerbaum bezeichnet) ist eine Spiere aus Aluminium, Holz oder kohlenstofffaserverstärktem Kunststoff (CFK), die dazu dient, den Spinnaker nach Luv auszubaumen (gegen den Wind offenzuhalten).
Zu diesem Zweck wird eine Seite des Spinnakerbaums am Mast befestigt, die andere in den Achterholer (auch: Luvschot) eingeklinkt und das luvseitige Schothorn des Spinnakers an den Baum gezogen.
Um das Segel zu trimmen kann der Spinnakerbaum durch Verwendung eines Toppnanten nach oben oder eines Niederholers nach unten verkippt und mit dem Achterholer nach achtern gezogen werden. Außerdem gibt es auf vielen Booten die Möglichkeit den Befestigungspunkt für den Spibaum am Mast mit Hilfe eines Schlittens zu verstellen.
Man unterscheidet zwei Arten von Spinnakerbäumen
1. Symmetrische: Beide Enden des Baumes sind mit den gleichen Endbeschlägen versehen und diese sind in der Regel durch eine Auslöseleine, mit der sich beide Endbeschläge öffnen lassen, direkt verbunden. Solche Spibäume finden in erster Linie auf kleinen Booten und Fahrtenyachten Verwendung. Als Befestigungspunkt am Mast dient ein waagrechter Ring oder Halbring. Ein Vorteil dieser Konstruktion ist, dass bei einer Halse mit Spinnaker, der Spinnakerbaum einfach auf die andere Seite durchgesteckt werden kann. (Er muss nicht auf dem Vorschiff gedreht werden.) Dieses Vorgehen wird als End-To-End-Manöver bezeichnet.
2. Asymmetrische: Eine Seite trägt einen Endbeschlag zum Einklinken der Luvschot, die andere ist konisch und wird in einen Glockenbeschlag (ein beweglicher Becher) am Mast gesteckt. Asymmetrische Spibäume findet man auf großen Yachten, speziell bei Regattabooten, wenn End-To-End-Manöver wegen der auftretenden Kräfte ohnehin schwierig, beziehungsweise unsicher sind.